# Lungi (Sierra Leone)
Lungi ist eine Ortschaft an der Atlantikküste in Sierra Leone mit 4185 Einwohnern (Stand 2004). Sie liegt im Chiefdom Kafu Bullom, Distrikt Port Loko in der North West Province.
Der Ort ist Standort des Freetown International Airport und ist durch den Sierra Leone River von der Hauptstadt Freetown getrennt. Verbindungen nach Freetown sind per Fähre, Helikopter, Taxi und Boot möglich. Geplant ist der Bau der Lungi-Brücke (Stand 2019).
Im Rahmen des Infrastruktur-Entwicklungsplanes von Staatspräsident Julius Maada Bio ist der Ausbau von Lungi zu einer Finanzmetropole vorgesehen.